# Dixon (Nebraska)
Dixon è un comune degli Stati Uniti d'America, situato nello Stato del Nebraska, nella Contea di Dixon.